# Росина (Жилина)
Росина (слч. Rosina) насељено је мјесто са административним статусом сеоске општине (слч. obec) у округу Жилина, у Жилинском крају, Словачка Република.

## Становништво
| Година:    | 1994. | 2004.   | 2014.   | 2024.   |
| ---------- | ----- | ------- | ------- | ------- |
| Број људи: | 2617  | 2854    | 3116    | 3374    |
| Разлика:   |       | +9,05 % | +9,18 % | +8,27 % |

| Година:    | 2023. | 2024.   |
| ---------- | ----- | ------- |
| Број људи: | 3382  | 3374    |
| Разлика:   |       | -0,23 % |

Према подацима о броју становника из 2024. године насеље је имало 3374 становника.